# سن جیووانی این پرسیچتو
سن جیووانی این پرسیچتو (به ایتالیایی: San Giovanni in Persiceto) یک کومونه در ایتالیا است که در استان بولونیا واقع شده‌ است. سن جیووانی این پرسیچتو ۱۱۴٫۴۱ کیلومتر مربع مساحت و ۲۷٬۸۵۷ نفر جمعیت دارد و ۲۱ متر بالاتر از سطح دریا واقع شده‌ است.